# Norman Wells
Norman Wells es una ciudad de los Territorios del Noroeste, Canadá. Está ubicada a orillas del río Mackenzie, después de que este reciba por la derecha al Gran río del Oso, proveniente del Gran Lago del Oso.
La forma más común de acceder a Norman Wells es por aire, llegando al aeropuerto homónimo.

## Historia

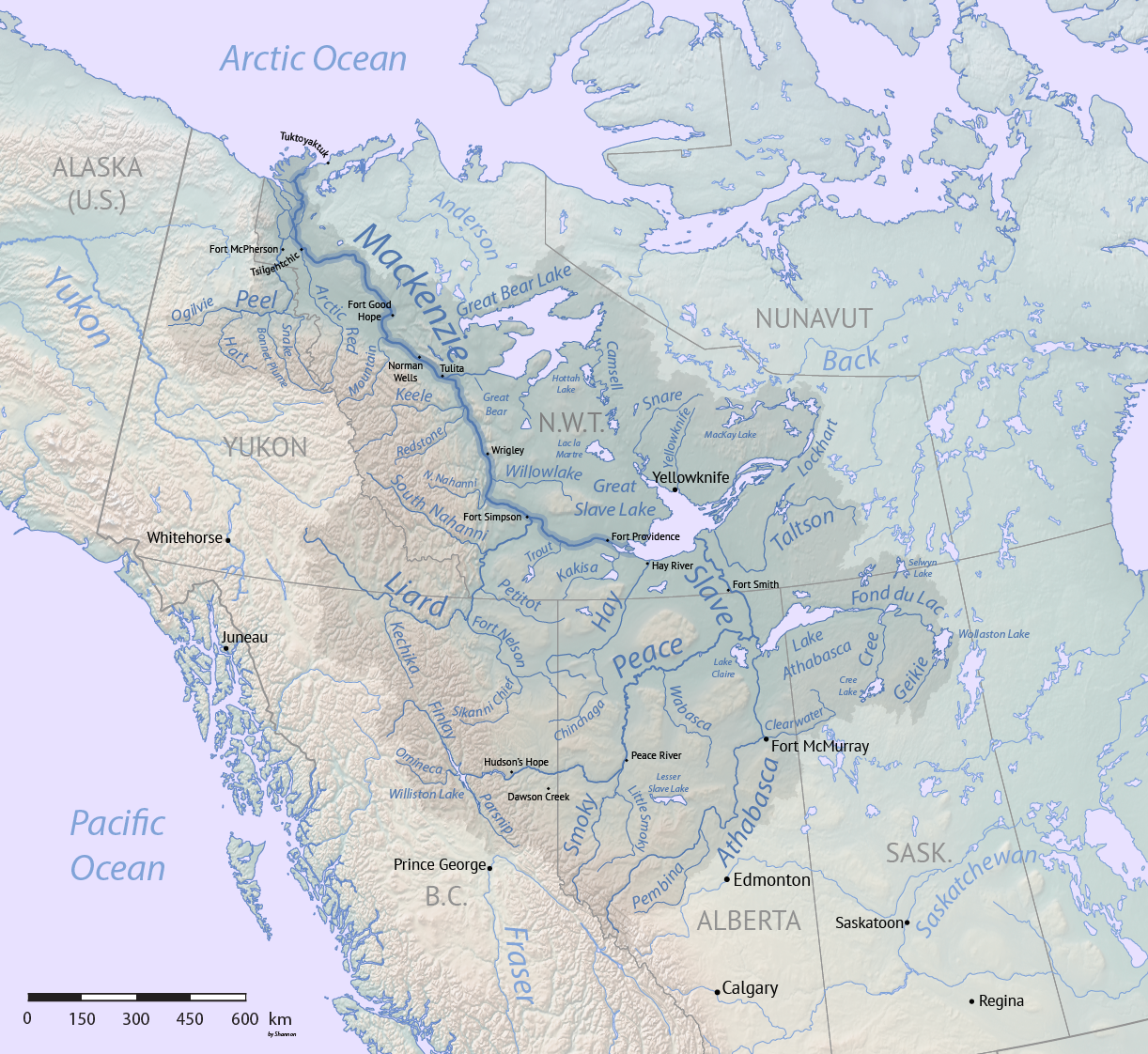
Mapa de la cuenca del río Mackenzie, en el que se observa Norman Wells en el curso medio del río

Fue descubierto petróleo, por primera vez, en la zona, por el explorador Alexander MacKenzie en 1789, pero no fue hasta 1911 cuando se descubrió en cantidades importantes, y la primera refinería se construyó en 1937.
Durante la Segunda Guerra Mundial, Norman Wells fue considerada como un importante centro proveedor de petróleo para las operaciones militares de Alaska y Yukón. Se construyeron dos oleoductos —el Canol Road y el Canol pipeline— que comenzaron a funcionar en 1944.

## Clima
| Parámetros climáticos promedio de Aeropuerto de Norman Wells (1981-2010) | Parámetros climáticos promedio de Aeropuerto de Norman Wells (1981-2010) | Parámetros climáticos promedio de Aeropuerto de Norman Wells (1981-2010) | Parámetros climáticos promedio de Aeropuerto de Norman Wells (1981-2010) | Parámetros climáticos promedio de Aeropuerto de Norman Wells (1981-2010) | Parámetros climáticos promedio de Aeropuerto de Norman Wells (1981-2010) | Parámetros climáticos promedio de Aeropuerto de Norman Wells (1981-2010) | Parámetros climáticos promedio de Aeropuerto de Norman Wells (1981-2010) | Parámetros climáticos promedio de Aeropuerto de Norman Wells (1981-2010) | Parámetros climáticos promedio de Aeropuerto de Norman Wells (1981-2010) | Parámetros climáticos promedio de Aeropuerto de Norman Wells (1981-2010) | Parámetros climáticos promedio de Aeropuerto de Norman Wells (1981-2010) | Parámetros climáticos promedio de Aeropuerto de Norman Wells (1981-2010) | Parámetros climáticos promedio de Aeropuerto de Norman Wells (1981-2010) |
| Mes                                                                      | Ene.                                                                     | Feb.                                                                     | Mar.                                                                     | Abr.                                                                     | May.                                                                     | Jun.                                                                     | Jul.                                                                     | Ago.                                                                     | Sep.                                                                     | Oct.                                                                     | Nov.                                                                     | Dic.                                                                     | Anual                                                                    |
| ------------------------------------------------------------------------ | ------------------------------------------------------------------------ | ------------------------------------------------------------------------ | ------------------------------------------------------------------------ | ------------------------------------------------------------------------ | ------------------------------------------------------------------------ | ------------------------------------------------------------------------ | ------------------------------------------------------------------------ | ------------------------------------------------------------------------ | ------------------------------------------------------------------------ | ------------------------------------------------------------------------ | ------------------------------------------------------------------------ | ------------------------------------------------------------------------ | ------------------------------------------------------------------------ |
| Temp. máx. abs. (°C)                                                     | 12.4                                                                     | 7.9                                                                      | 11.1                                                                     | 20.0                                                                     | 31.3                                                                     | 33.5                                                                     | 35.0                                                                     | 32.4                                                                     | 27.1                                                                     | 21.0                                                                     | 13.3                                                                     | 5.7                                                                      | 35.0                                                                     |
| Temp. máx. media (°C)                                                    | -22.2                                                                    | -19.5                                                                    | -12.5                                                                    | 1.0                                                                      | 12.1                                                                     | 20.7                                                                     | 22.5                                                                     | 19.0                                                                     | 11.0                                                                     | -1.6                                                                     | -15.2                                                                    | -19.6                                                                    | -0.4                                                                     |
| Temp. media (°C)                                                         | -26.1                                                                    | -24.0                                                                    | -18.4                                                                    | -5.1                                                                     | 6.4                                                                      | 15.0                                                                     | 17.1                                                                     | 13.8                                                                     | 6.6                                                                      | -4.7                                                                     | -18.7                                                                    | -23.4                                                                    | -5.1                                                                     |
| Temp. mín. media (°C)                                                    | -29.9                                                                    | -28.4                                                                    | -24.2                                                                    | -11.1                                                                    | 0.6                                                                      | 9.3                                                                      | 11.5                                                                     | 8.4                                                                      | 2.0                                                                      | -7.7                                                                     | -22.2                                                                    | -27.1                                                                    | -9.9                                                                     |
| Temp. mín. abs. (°C)                                                     | -52.2                                                                    | -54.4                                                                    | -46.1                                                                    | -37.2                                                                    | -17.8                                                                    | -2.8                                                                     | -1.1                                                                     | -6.1                                                                     | -15.7                                                                    | -31.7                                                                    | -42.8                                                                    | -47.8                                                                    | -54.4                                                                    |
| Precipitación total (mm)                                                 | 15.6                                                                     | 14.9                                                                     | 10.7                                                                     | 11.1                                                                     | 19.0                                                                     | 42.7                                                                     | 41.8                                                                     | 41.8                                                                     | 33.1                                                                     | 26.7                                                                     | 18.7                                                                     | 18.2                                                                     | 294.4                                                                    |
| Lluvias (mm)                                                             | 0.2                                                                      | 0.0                                                                      | 0.1                                                                      | 1.2                                                                      | 13.3                                                                     | 42.4                                                                     | 41.8                                                                     | 41.1                                                                     | 26.7                                                                     | 4.6                                                                      | 0.0                                                                      | 0.2                                                                      | 171.7                                                                    |
| Nevadas (cm)                                                             | 21.1                                                                     | 19.9                                                                     | 14.4                                                                     | 12.8                                                                     | 6.4                                                                      | 0.4                                                                      | 0.0                                                                      | 0.7                                                                      | 6.9                                                                      | 27.3                                                                     | 26.0                                                                     | 25.9                                                                     | 161.5                                                                    |
| Días de precipitaciones (≥ 0.2 mm)                                       | 10.9                                                                     | 9.4                                                                      | 9.9                                                                      | 7.2                                                                      | 6.9                                                                      | 10.3                                                                     | 11.8                                                                     | 11.7                                                                     | 12.4                                                                     | 13.9                                                                     | 12.6                                                                     | 12.5                                                                     | 129.4                                                                    |
| Días de lluvias (≥ 0.2 mm)                                               | 0.2                                                                      | 0.1                                                                      | 0.1                                                                      | 0.8                                                                      | 5.0                                                                      | 10.2                                                                     | 11.8                                                                     | 11.6                                                                     | 10.2                                                                     | 2.7                                                                      | 0.1                                                                      | 0.2                                                                      | 53.0                                                                     |
| Días de nevadas (≥ 0.2 cm)                                               | 11.5                                                                     | 10.1                                                                     | 10.4                                                                     | 6.9                                                                      | 2.9                                                                      | 0.2                                                                      | 0.0                                                                      | 0.2                                                                      | 3.4                                                                      | 13.3                                                                     | 13.6                                                                     | 13.0                                                                     | 85.4                                                                     |
| Horas de sol                                                             | 31.8                                                                     | 75.8                                                                     | 166.5                                                                    | 220.0                                                                    | 331.0                                                                    | 300.2                                                                    | 273.7                                                                    | 232.9                                                                    | 139.0                                                                    | 56.0                                                                     | 15.3                                                                     | 9.7                                                                      | 1852.0                                                                   |
| Humedad relativa (%)                                                     | 65.6                                                                     | 61.4                                                                     | 54.6                                                                     | 52.8                                                                     | 47.1                                                                     | 46.3                                                                     | 50.9                                                                     | 56.7                                                                     | 62.9                                                                     | 76.0                                                                     | 72.8                                                                     | 67.9                                                                     | 59.6                                                                     |
| Fuente: Environment Canada Canadian Climate Normals 1981–2010            |                                                                          |                                                                          |                                                                          |                                                                          |                                                                          |                                                                          |                                                                          |                                                                          |                                                                          |                                                                          |                                                                          |                                                                          |                                                                          |